# 卡祖笛

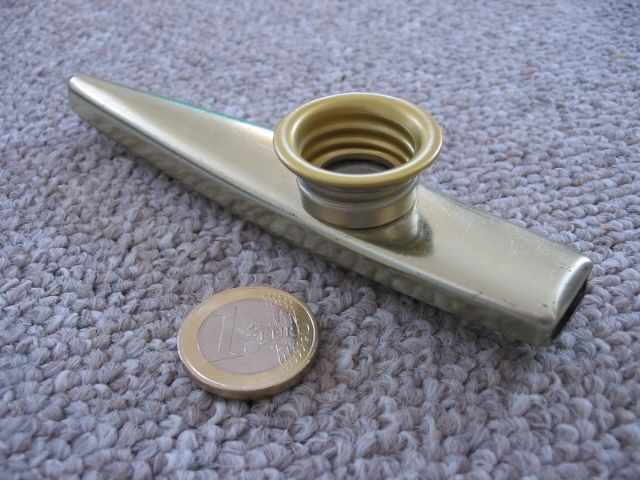
一个金属卡祖笛和一个1 欧元硬币的对比

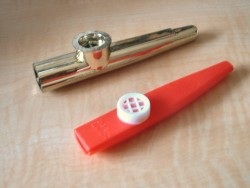
一个金属卡祖笛和一个塑膠卡祖笛

卡祖笛（英語：kazoo），一种演奏时依靠自身的膜片和共鸣管将人类哼唱声音放大，发出嘶哑音色的管乐器，有點類似薩克斯管，可以稱的上是簡易口琴，属于膜鸣乐器。
演奏卡祖笛时，演奏者不是对着它吹奏，而是哼唱。哼唱产生的振荡气压带动卡祖笛膜片振动。由此产生的声音在音调和音量上都随玩家哼唱而异。

## 历史

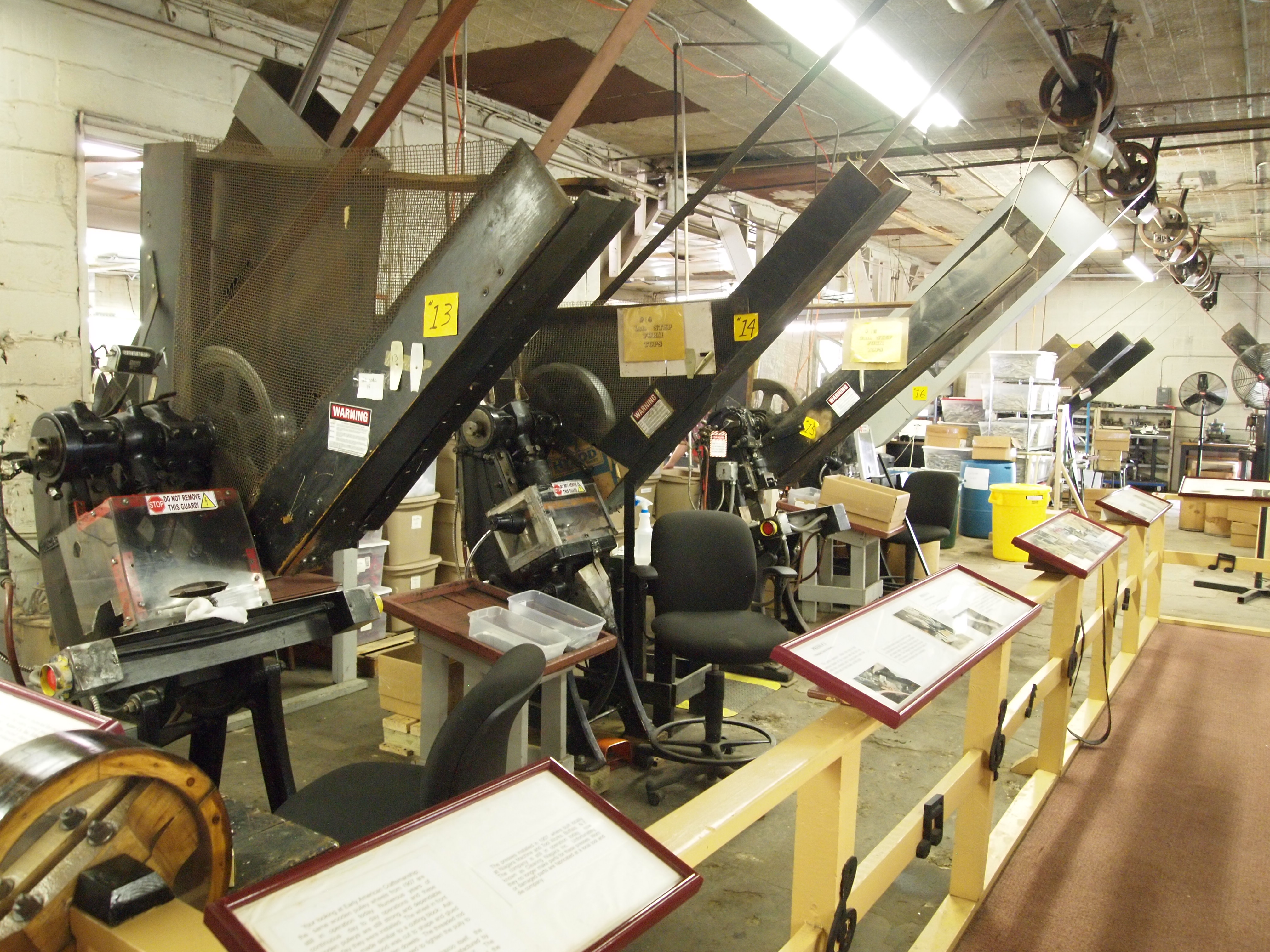
卡祖笛工厂及博物馆内的机器

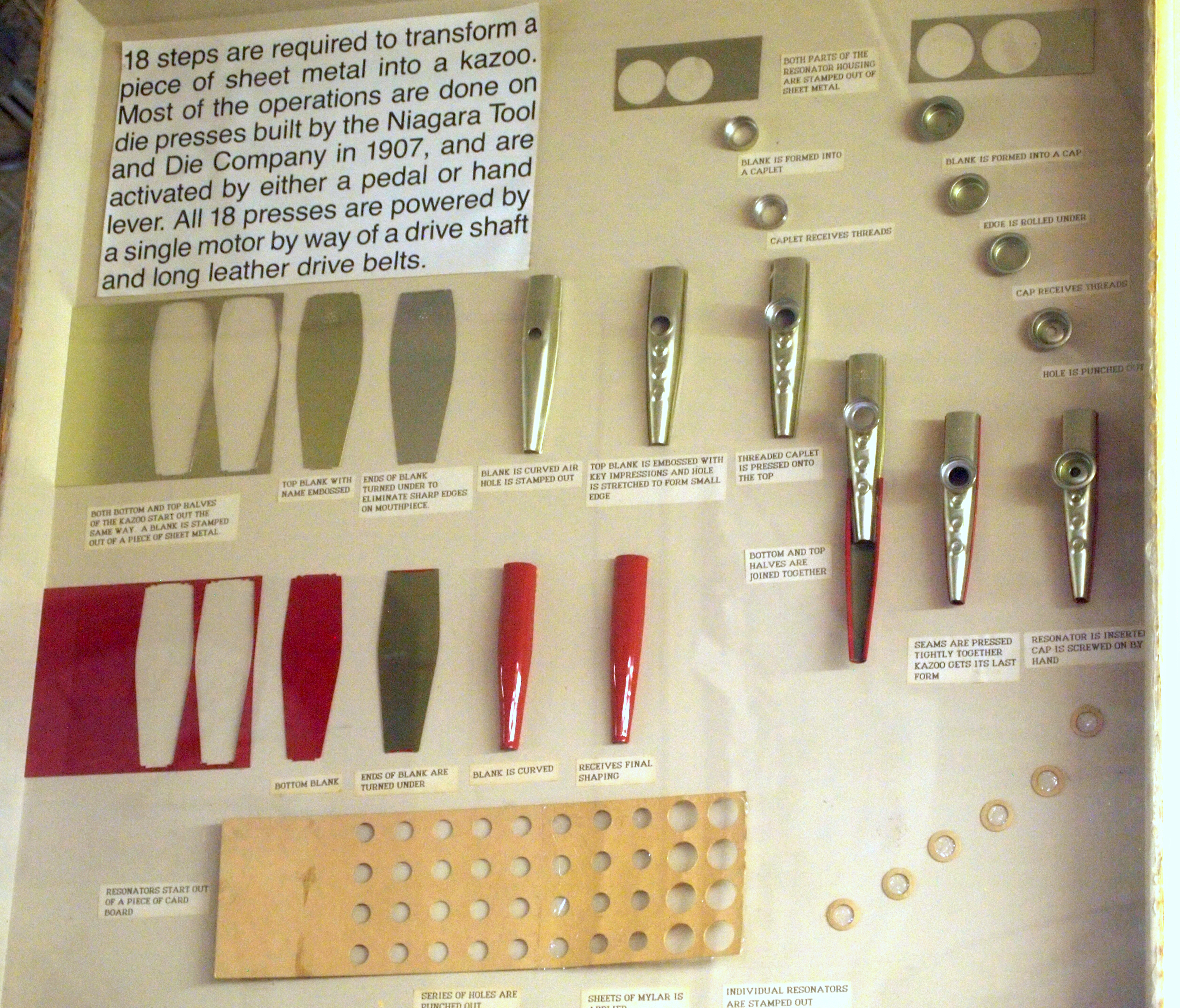
卡祖笛组装步骤

在非洲，类似的乐器已经存在几百年了，而且通常是在仪式中演奏。一种流行的观点认为，美国乔治亚州梅肯的一个名为阿拉巴马·维斯特（Alabama Vest）的非裔美国人在1840年左右发明了卡祖笛。不过，并没有任何文档可以支持这种说法。
卡祖笛最早的文档记载是一个名为沃伦·赫伯特·弗罗斯特的美国发明家所申请的#270,543专利，这项专利于1883年1月9日发布，其中弗罗斯特将自己发明的新乐器命名为“卡祖”。弗罗斯特的卡祖笛并不是现在的类似潜艇的形状。现代卡祖笛，也是第一个金属卡祖笛，是纽约州水牛城的乔治·D·史密斯（George D. Smith）在1902年5月27日获得专利的。
1916年，纽约州伊顿的正宗美国卡祖笛公司（Original American Kazoo Company）开始批量生产卡祖笛，该公司在其两间房的车间和工厂里利用几套模具来切割、弯曲和压接金属片。这些机器使用了几十年。1985年后，按照美国职业安全与健康局的要求，这些机器加上了安全装置，但制造工序未变。到1994年，该公司可以每年生产150万个卡祖笛，并且是北美洲生产金属卡祖笛的唯一厂家。仍几乎原始配置的该厂现在被称为祖笛工厂及博物馆。它不仅仍在运作，而且向公众开放。
2010年，卡祖笛博物馆在南卡罗来纳州博福特开放，馆内有与卡祖笛历史相关的各种展品。

## 专业用途

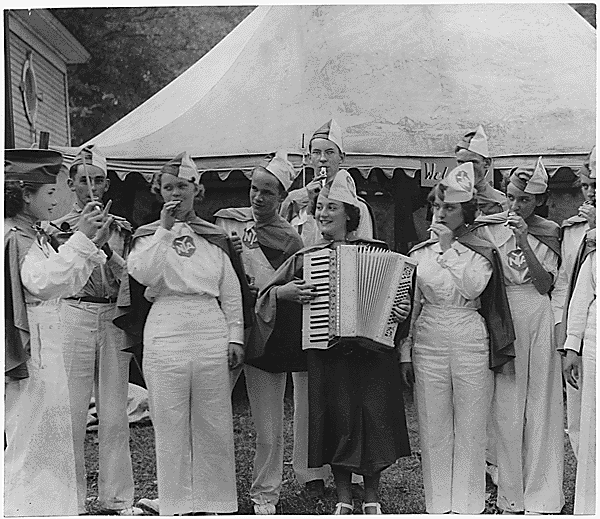
国家青年管理局：1936年“节奏乐队”（rhythm band）在伊利诺伊州桑威奇 (伊利诺伊州)演出

不仅在即兴坛罐乐队和喜劇音乐中有演奏卡祖笛的，而且世界各地都与卡祖笛的业余爱好者。它是美国非电声乐器之一，而且因为只需要有唱调子的能力就可以演奏，卡祖笛也是最简单的旋律乐器之一。卡祖笛在东北英格兰和南威尔士的少年爵士乐队中扮演了重要的角色。在西班牙的加的斯狂欢节和乌拉圭的穆尔加剧中也有卡祖笛的演奏。
在正宗迪克西兰爵士乐队1921年《疯狂布鲁斯》的录音中有一段一般听众可能会误以为是长号独奏的其实是卡祖笛独奏，由鼓手托尼·斯巴巴罗或者雷德·麦肯齐演奏。芒特城蓝调吹奏者乐团在1920年代初有很多演奏卡祖笛的唱片，演奏金属卡祖笛的迪克·斯莱文（Dick Slevin）和演奏梳子纸片（comb-and-tissue-paper）的雷德·麦肯齐（Red McKenzie）是该乐团的特色，有时麦肯齐也演奏卡祖笛。一种名为沃卡风（vocaphone）的卡祖笛有着长号般的声调，偶尔会出现在保罗·怀特曼的乐团中。长号声乐家杰克·富尔顿（Jack Fulton）曾在怀特曼1931年唱片《别墅》（Vilia）以及弗兰基·特鲁博尔1932年唱片《Medley of Isham Jones Dance Hits》中演奏卡祖笛。米尔斯兄弟演唱组合最先开始了卡祖笛四重奏的表演，四个人一起演奏卡祖笛，其中一个人还用弹吉他伴奏。
在古典音乐中极少用到卡祖笛。但在戴维·贝德福德的《100支卡祖笛》中不仅有专业人士演奏卡祖笛，它还发给听众来完成合奏。在伦纳德·伯恩斯坦《Mass》的第一赞美歌《回旋曲》（First Introit (Rondo)）中有一段卡祖笛合奏。1990年科赫国际和2007年拿索斯唱片录制的美国古典作曲家查理斯·艾伍士的《耶鲁-普林斯顿球赛》（Yale-Princeton Football Game）中使用卡祖笛合奏来代表观众的欢呼。在弗兰克·罗瑟尔为1961年百老汇音乐剧《一步登天》（How to Succeed in Business Without Really Trying）创作的配乐中曾用几把卡祖笛来模拟电动剃须刀的声音。杰西·富勒1962年录制的歌曲《旧金山湾蓝调》（San Francisco Bay Blues）中有一段卡祖笛独奏，埃里克·克莱普顿1992年在MTV不插电节目和专辑中录制该曲时同样使用了卡祖笛。保罗·孔蒂的很多演出都有用到卡祖笛。
很多现代唱片中都有使用小段卡祖笛演奏来获得喜剧效果的。例如，弗兰克·扎帕在其第一张专辑《Freak Out!》中的包括他最知名的《Hungry Freaks, Daddy》等好几首歌曲中都使用了卡祖笛。平克·弗洛伊德在歌曲《下士克莱格》（Corporal Clegg）中用卡祖笛来戏谑模仿军用铜管乐队。在皇后乐队1975年专辑《歌剧之夜》的1920年代爵士串烧《海滨胜地》（Seaside Rendezvous）中，弗雷迪·默丘里和罗杰·泰勒演奏了卡祖笛。在麦吉尼斯·弗林特的作品《When I'm Dead and Gone》中，本尼·加拉赫和格雷厄姆·莱尔也曾演奏卡祖笛。
巴巴拉·斯图尔特是最知名的卡祖笛演奏者之一，歌手斯图尔特曾在卡内基大厅和柯南·奥布莱恩深夜脱口秀节目中演奏卡祖笛。蒸汽朋克乐队蒸汽动力长颈鹿在很多音乐会中也曾使用卡祖笛。广播节目I'm Sorry I Haven't a Clue中也常用到卡祖笛，并且在巡演时会给所有的观众成员卡祖笛。2014年推出的平台游戏《耀西新岛》在部分配乐中用到了合成的卡祖笛声。美国另类金属乐队钢豹在2014年12月发行了圣诞专辑《袜子歌》（The Stocking Song），其中就有一首出自《闪亮的圣诞节》的卡祖笛歌曲。澳大利亚迷幻摇滚乐队Tame Impala在2009年发行了单曲《日落综合征》（Sundown Syndrome），其中有卡祖笛演奏。2016年的合唱曲目《张士超你到底把我家钥匙放哪里了》中也包含了每名合唱者演奏卡祖笛的段落。

## 记录
2009年，3861个演奏者在澳大利亚的悉尼创造的卡祖笛合奏人数最多的吉尼斯世界纪录大全。2011年3月14日，BBC广播3套（BBC Radio 3）红鼻子秀的听众和一个明星璀璨的卡祖笛乐队一起在皇家艾伯特音乐厅刷新了该记录。3910个卡祖笛演奏者表演了瓦格纳的《女武神的騎行》（Ride of the Valkyries）和《炸坝人进行曲》（The Dam Busters March）。当晚的第二次尝试创造了5190人的记录。
2010年8月9日，旧金山巨人队举办了一个杰瑞·加西亚致敬之夜，有大致9000人用卡祖笛合奏了《帶我去看棒球賽》。

## 延伸阅读
- Roberto Leydi; Febo Guizzi. . Libreria musicale italiana. 2002  [12 July 2013]. ISBN 978-88-7096-325-0. （原始内容存档于2020-08-22）. Invaluable survey of popular instruments in use in Italy, ranging from percussion, wind and plucked instruments to various noise makers.
- Kassinger, Ruth. . John Wiley & Sons. 30 January 2004  [12 July 2013]. ISBN 978-0-471-42991-3. （原始内容存档于2020-08-22）.
- Lombardi, Fabio. . Il Ponte Vecchio. 2000  [12 July 2013]. ISBN 978-88-8312-087-9. （原始内容存档于2020-08-22）.
- Lombardi, Fabio. . Centro stampa provincia. 1989  [12 July 2013]. （原始内容存档于2020-08-22）.
- McGlynn, Don, 1986, The Mills Brothers Story, VHS, Kultur Videos, OCLC 26796337